# Abdoulaye Touré (labdarúgó)
Abdoulaye Touré (Nantes, 1994. március 3. –) francia születésű guineai válogatott labdarúgó, a Le Havre középpályása.

## Pályafutása

### Klubcsapatokban
Touré a franciaországi Nantes városában született. Az ifjúsági pályafutását az USSA Vertou csapatában kezdte, majd a Nantes-ban folytatta.
2012-ben mutatkozott be a Nantes tartalék, majd 2013-ban a másodosztályban szereplő felnőtt keretében. A 2012–13-as szezonban feljutottak az első osztályba. 2015-ben a Vendée Poiré-sur-Vie csapatát erősítette kölcsönben. 2021-ben az olasz Genoához igazolt. A 2021–22-es idény második felében a török Fatih Karagümrüknél szerepelt kölcsönben. 2023. július 26-án kétéves szerződést kötött a francia Le Havre együttesével. Először a 2023. augusztus 13-ai, Montpellier ellen 2–2-es döntetlennel zárult mérkőzés 86. percében, Daler Agyjamovics Kuzjajev cseréjeként lépett pályára. Első gólját 2024. február 25-én, a Reims ellen 2–1-re elvesztett találkozón szerezte meg.

### A válogatottban
Touré az U16-ostól az U20-asig szinte minden korosztályos válogatottban képviselte Franciaországot.
2023-ban debütált a guineai válogatottban. Először a 2023. október 13-ai, Bissau-Guinea ellen 1–0-ra megnyert barátságos mérkőzésen lépett pályára. Tagja volt a 2024-es párizsi olimpiára küldött nemzeti labdarúgó-keretnek is.

## Statisztikák
2024. szeptember 1. szerint

| Klub                          | Szezon   | Osztály   | Bajnokság | Bajnokság | Kupa  | Kupa | Nemzetközi | Nemzetközi | Összesen | Összesen |
| Klub                          | Szezon   | Osztály   | Meccs     | Gól       | Meccs | Gól  | Meccs      | Gól        | Meccs    | Gól      |
| ----------------------------- | -------- | --------- | --------- | --------- | ----- | ---- | ---------- | ---------- | -------- | -------- |
| Nantes                        | 2012–13  | Ligue 2   | 1         | 0         | 0     | 0    | —          | —          | 1        | 0        |
| Nantes                        | 2013–14  | Ligue 1   | 1         | 0         | 0     | 0    | —          | —          | 1        | 0        |
| Nantes                        | 2015–16  | Ligue 1   | 4         | 0         | 1     | 0    | —          | —          | 5        | 0        |
| Nantes                        | 2016–17  | Ligue 1   | 12        | 0         | 4     | 0    | —          | —          | 16       | 0        |
| Nantes                        | 2017–18  | Ligue 1   | 36        | 1         | 2     | 0    | —          | —          | 38       | 1        |
| Nantes                        | 2018–19  | Ligue 1   | 34        | 3         | 7     | 0    | —          | —          | 41       | 3        |
| Nantes                        | 2019–20  | Ligue 1   | 27        | 3         | 3     | 0    | —          | —          | 30       | 3        |
| Nantes                        | 2020–21  | Ligue 1   | 29        | 2         | 1     | 0    | —          | —          | 30       | 2        |
| Genoa                         | 2021–22  | Serie A   | 8         | 0         | 1     | 0    | —          | —          | 9        | 0        |
| Genoa                         | 2022–23  | Serie B   | 3         | 0         | 1     | 0    | —          | —          | 4        | 0        |
| Fatih Karagümrük (kölcsönben) | 2021–22  | Süper Lig | 10        | 0         | 2     | 0    | —          | —          | 12       | 0        |
| Le Havre                      | 2023–24  | Ligue 1   | 30        | 2         | 0     | 0    | —          | —          | 30       | 2        |
| Le Havre                      | 2024–25  | Ligue 1   | 3         | 2         | 0     | 0    | —          | —          | 3        | 2        |
| Összesen                      | Összesen | Összesen  | 198       | 13        | 22    | 0    | 0          | 0          | 220      | 13       |

### A válogatottban
| Válogatott | Év       | Pályára lépés | Gól |
| ---------- | -------- | ------------- | --- |
| Guinea     | 2023     | 4             | 0   |
| Guinea     | 2024     | 7             | 0   |
| Összesen   | Összesen | 11            | 0   |

## Sikerei, díjai
Genoa
- Serie B
  - Feljutó (1): 2022–23